# Бакатанна (Міссісіпі)
Бакатанна (англ. Buckatunna) — переписна місцевість (CDP) в США, в окрузі Вейн штату Міссісіпі. Населення — 383 особи (2020).

## Географія
Бакатанна розташована за координатами 31°33′15″ пн. ш. 88°32′4″ зх. д. / 31.55417° пн. ш. 88.53444° зх. д. (31.554244, -88.534478).  За даними Бюро перепису населення США в 2010 році переписна місцевість мала площу 16,10 км², з яких 16,02 км² — суходіл та 0,08 км² — водойми.

## Демографія
Згідно з переписом 2010 року, у переписній місцевості мешкало 516 осіб у 202 домогосподарствах у складі 137 родин. Густота населення становила 32 особи/км².  Було 235 помешкань (15/км²).
Расовий склад населення:
| - 50,2 % — чорних або афроамериканців - 49,0 % — білих |

До двох чи більше рас належало 0,8 %. Частка іспаномовних становила 1,2 % від усіх жителів.
За віковим діапазоном населення розподілялося таким чином: 26,4 % — особи молодші 18 років, 59,5 % — особи у віці 18—64 років, 14,1 % — особи у віці 65 років та старші. Медіана віку мешканця становила 36,8 року. На 100 осіб жіночої статі у переписній місцевості припадало 82,3 чоловіків;  на 100 жінок у віці від 18 років та старших — 84,5 чоловіків також старших 18 років.
За межею бідності перебувало 40,3 % осіб, у тому числі 0,0 % дітей у віці до 18 років та 0,0 % осіб у віці 65 років та старших.
Цивільне працевлаштоване населення становило 132 особи. Основні галузі зайнятості: публічна адміністрація — 72,0 %, виробництво — 10,6 %, сільське господарство, лісництво, риболовля — 4,5 %, освіта, охорона здоров'я та соціальна допомога — 3,8 %.